# Промишленний
Проми́шленний (рос. Промышленный) — селище у складі Бійського району Алтайського краю, Росія. Входить до складу Новиковської сільської ради.

## Населення
Населення — 184 особи (2010; 212 у 2002).
Національний склад (станом на 2002 рік):
- росіяни — 97 %